# Transport à Alger

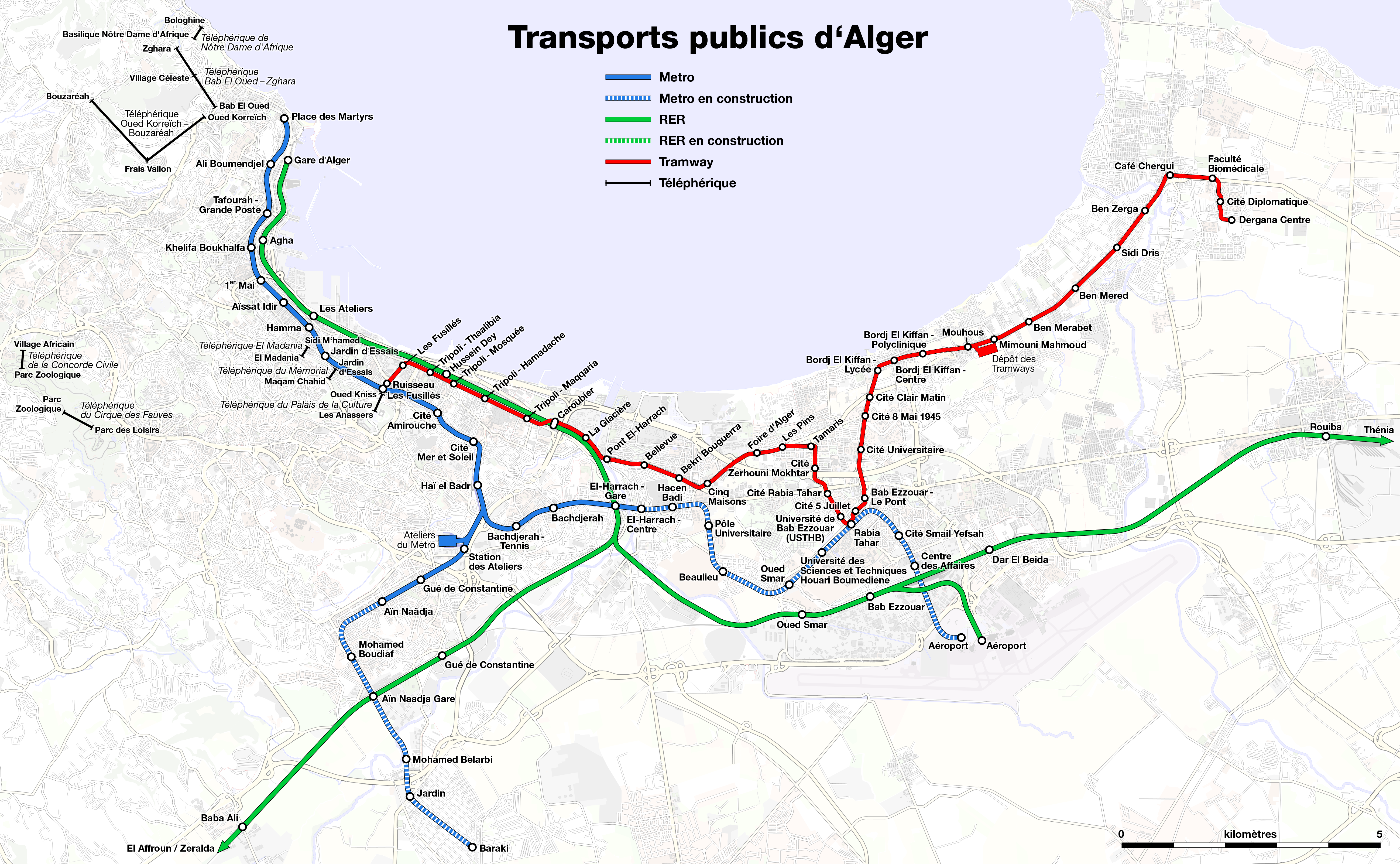
Transport public à Alger par métro, tramway, RER et téléphérique.

Le transport à Alger est d'une grande importance, cette ville étant la capitale du pays, la ville la plus peuplée, le point de rencontre de nombreuses infrastructures dont elle est le carrefour (autoroutes, chemins de fer,...).

## Transport en commun
Dans la wilaya d'Alger, les réseaux de transport en commun sont coordonnés par l'Autorité organisatrice des transports urbains d'Alger (AOTU-A).

### Réseau ferré de la banlieue d'Alger

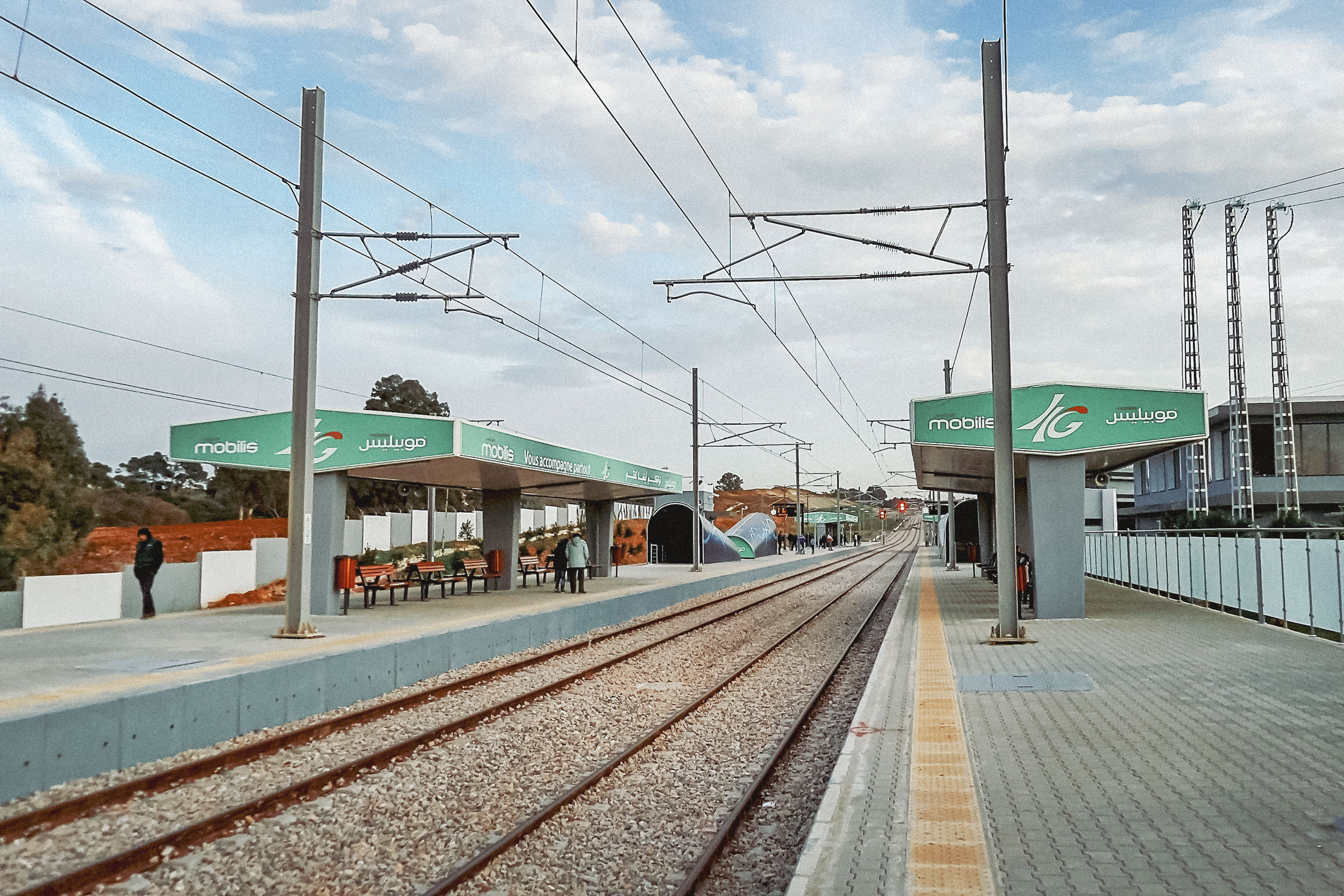
Gare ferroviaire de Zéralda, Alger.

Le réseau ferré de la banlieue d'Alger est un réseau ferroviaire électrifié de transport en commun desservant Alger et sa grande agglomération. Il est géré par la SNTF comme l'ensemble des lignes ferroviaires du pays.
Il est constitué de quatre lignes, comporte 33 gares pour 126,5 km de voies. Il est fréquenté par 32,6 millions de voyageurs par an en 2015.

### Métro

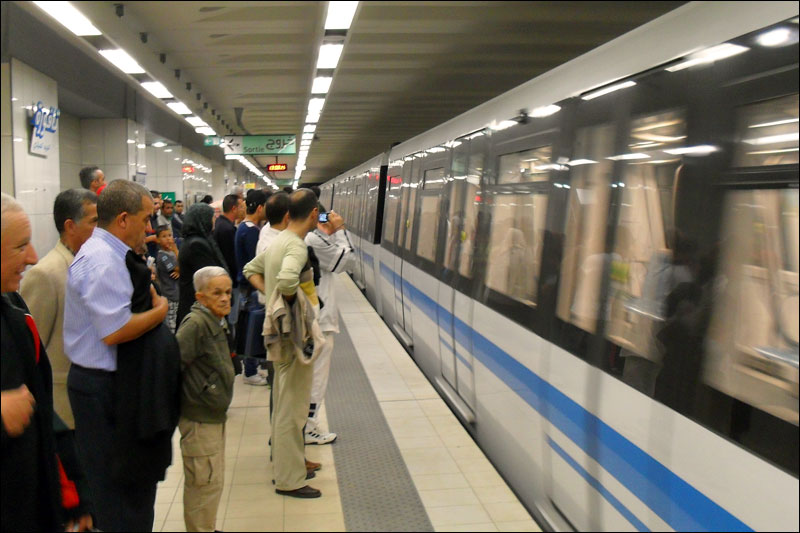
Métro d'Alger.

Le métro d'Alger est un réseau ferroviaire de transport urbain de type métro desservant la ville d'Alger depuis 2011.
Le premier projet de métro d'Alger date de 1928, mais il ne verra pas le jour. L'initiative du métro actuel est lancée à la fin des années 1970 afin de parer à l'explosion démographique de la ville d'Alger et au besoin de transport collectif qui en résulte. Lancée dans les années 1980, sa construction est ralentie du fait de difficultés financières et de l'insécurité dans les années 1990. Le projet est relancé en 2003.
La première section de la ligne 1 Haï El Badr - Tafourah-Grande Poste, d'une longueur de 9,5 km et comportant dix stations a été inaugurée le 31 octobre 2011. Deux nouvelles extensions ont été mises en service, le 4 juillet 2015 une section de 4 km vers El Harrach-Centre et le 9 avril 2018 deux sections, une de 1,7 km vers la Place des Martyrs et une autre de 3,6 km vers Ain Naâdja.
Deux autres extensions d'une longueur totale de 15 km sont en cours de construction en direction de l'aéroport et de Baraki.

### Tramway
Le tramway d'Alger dessert l'agglomération d'Alger depuis 2011. En 2015, il comprend une ligne de 23,2 km avec 38 stations reliant Les Fusillés et Dergana. Un premier tronçon de 7,2 km, situé à l'est de la capitale, reliant Bordj El Kiffan à la cité Mokhtar Zerhouni, a été mis en exploitation le 8 mai 2011. Il a été ensuite prolongé le 15 juin 2012 à la station multimodale des Fusillés dans le centre-ville, offrant ainsi une interconnexion avec le métro. Un tronçon supplémentaire prolongeant la ligne de Bordj El Kiffan à l'est à Café Chergui a été inauguré le 22 avril 2014, avant un ultime prolongement de six stations supplémentaires jusqu'à Dergana ouvert au public le 14 juin 2015.
Le tramway d'Alger est exploité par la SETRAM, un groupement franco-algérois dirigé par RATP Dev, filiale du groupe RATP. Depuis le 15 avril 2023, RATP Dev a cédé la totalité de ses actions au groupe Transtev.

### Bus
Le transport par Bus se répartit entre d'un côté des transporteurs privés utilisant principalement des minibus avec des flottes composées d'un élément et de l'autre l'ETUSA qui dessert 130 lignes avec une flotte de 1 000 bus.

### Transports par câbles (téléphériques et télécabines)

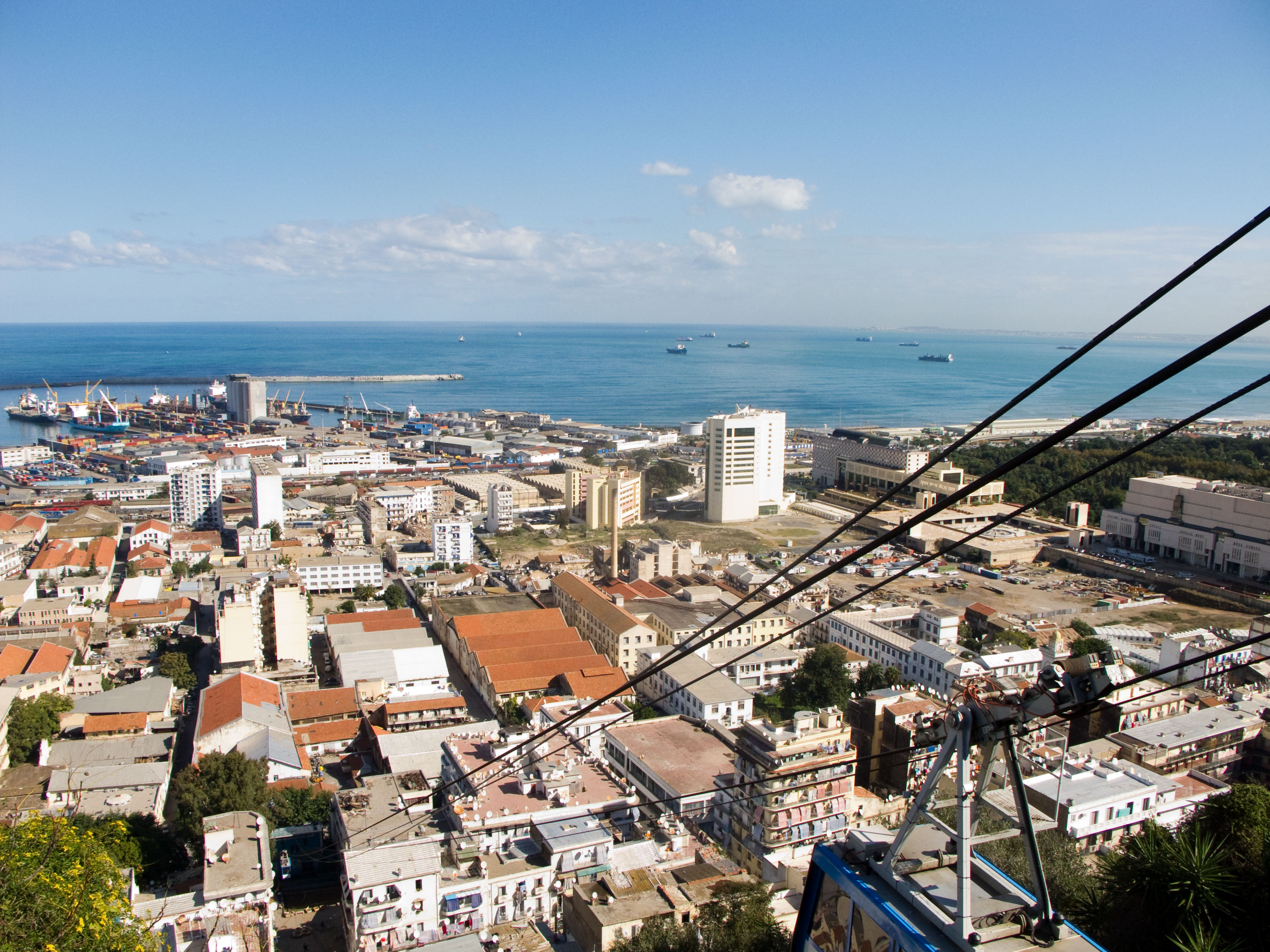
Téléphérique d'El Madania, à Alger.

De par son relief, le transport par câble est adapté à la ville d'Alger qui est d'ailleurs une des pionnières (premier téléphérique ouvert en 1956) et des plus avancées dans ce domaine avec quatre lignes de téléphériques et deux de télécabines :
- téléphérique d'El Madania : quartier du Hamma (Belouizdad) [48m.] → cité Diar El Mahçoul (El Madania) [131 m.] - distance : 220 mètres ;
- téléphérique du Mémorial : Jardin d'Essai (Belouizdad) [32 m.] → Mémorial du martyr [107 m.] - distance : 260 mètres ;
- téléphérique du Palais de la Culture : El-Annassers (Hussein Dey) [31 m.] → Palais de la culture [118 m.] - distance : 368 mètres ;
- téléphérique de Notre-Dame d'Afrique : Bologhine [5 m.] → Basilique Notre-Dame d'Afrique [78 m.] - distance : 250 mètres ;
- télécabine de Triolet : Oued Koriche [60 m.] → Frais Vallon [265 m.] → Bouzaréah [368 m.] - distance : 2 925 mètres.
- télécabine de Bab El Oued : Bab El Oued [50 m.] → Village Celeste (Bouzaréah) [230 m.] → Z'ghara (Bologhine) [140 m.] - distance : 2 000 mètres.

Il y a en projets les lignes de :
- Place du 1er mai [15 m.] → El Mouradia [180 m.] - distance 1 200 mètres ;
- Tafourah [10 m.] → Hôtel El Aurassi (Tagarins) [130 m.] → El Biar [210 m.] - distance : 1 600 mètres ;

### Navette maritime
La navette maritime d'Alger est un service de bateau-bus exploité par Algérie Ferries. La première ligne a été mise en service le 4 août 2014 reliant le port d’Alger-La Pêcherie au port de pêche et de plaisance d’El Djamila (La Madrague) dans la wilaya d'Alger. Certaines relations sont prolongées depuis 2016 jusqu’à Cherchell via Tipaza.

### Monorail
Au cours de sa visite à Alger, le 18 avril 2023, le ministre de l'Intérieur, Brahim Merad, a évoqué la problématique des embouteillages. Il a informé les médias que le projet de monorail était encore en phase de conception. Toutefois, il a souligné que si ce projet voyait le jour, la première ligne relierait les Pins maritimes (Palais des expositions, SAFEX) à Zéralda.
Afin de donner un aperçu de ce projet novateur, les services du ministère ont partagé une vidéo de démonstration aux journalistes présents. Cette dernière mettait en lumière le parcours que le monorail suivrait dans la capitale, passant notamment par des quartiers tels que Ruisseau et Ben Aknoun.

## Aéroport

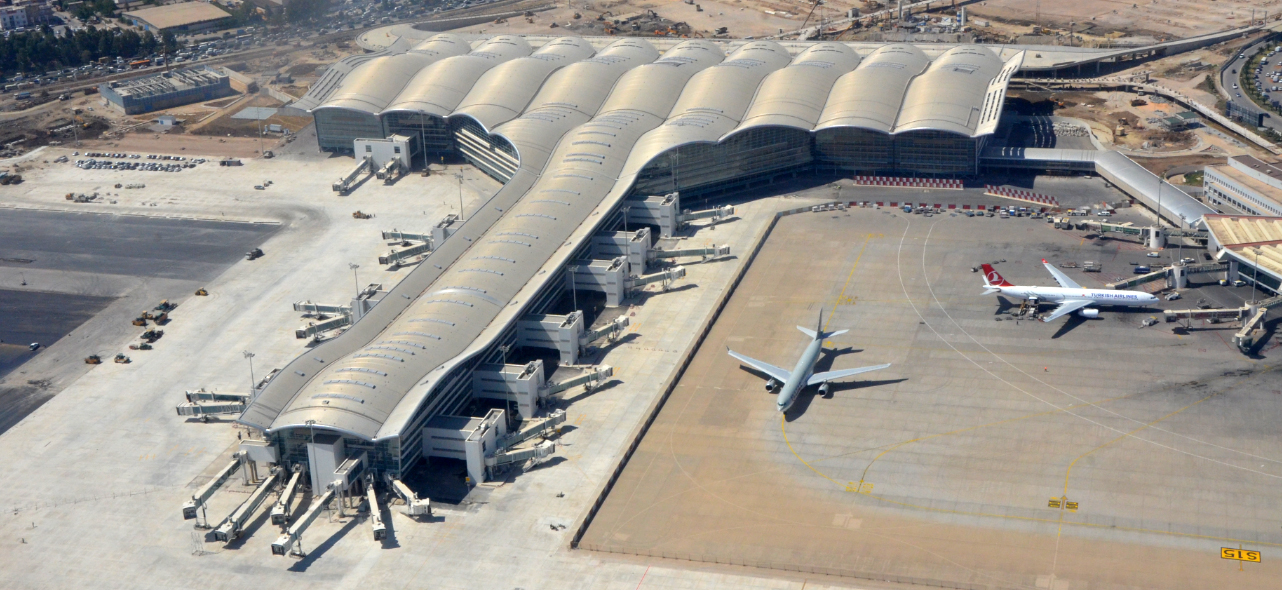
Terminal Ouest de l'aéroport d'Alger.

L'aéroport d'Alger - Houari-Boumédiène, situé sur la commune de Dar El Beïda à 16 km à l'est d'Alger. Premier aéroport algérien par son importance, il est désigné troisième meilleur aéroport d'Afrique en 2015, classement déterminé par un vote des voyageurs et basé sur l'expérience globale dans l'aéroport.
Sa capacité est de 22 millions de passagers par an, ce qui en fait le premier aéroport africain quant à la capacité devant celui de Johannesbourg (21 millions de passagers par an). En revanche, s'agissant du trafic, il ne pointe qu'en 8e position. L'aéroport a accueilli en 2018 plus de 7 millions de passagers et plus de 350 000 tonnes de fret. L'aéroport d'Alger est desservi par plus de 25 compagnies aériennes.

## Port

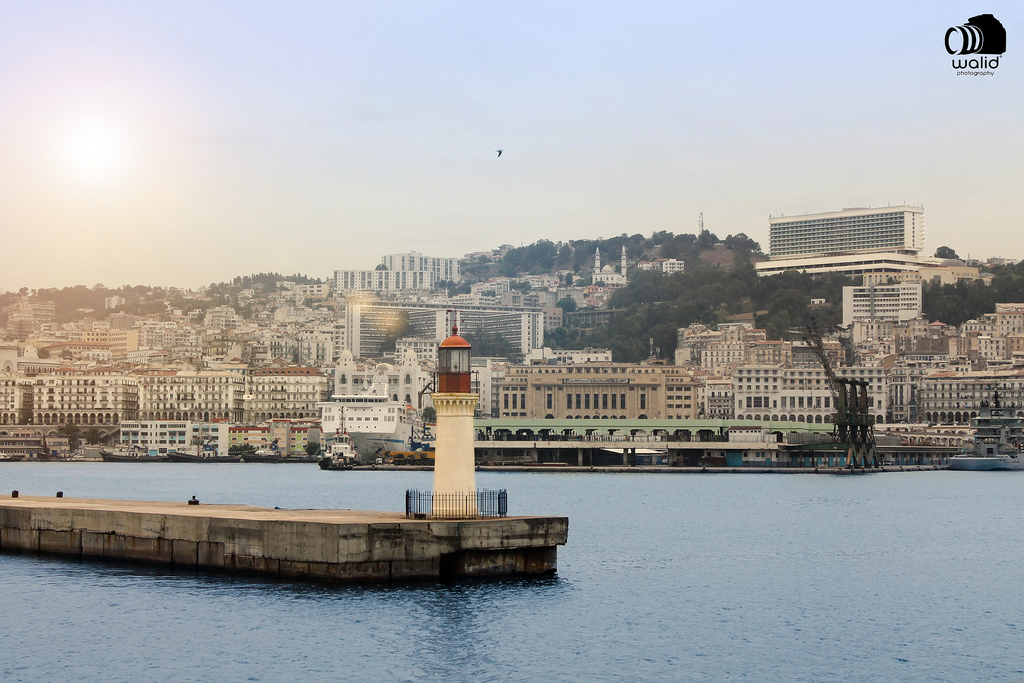
Entrée du port d'Alger.

Le port d'Alger est un port maritime algérien, s’étendant du quartier d’Alger-Centre à la commune de Belouizdad, dans la banlieue industrielle d’Alger. Il est l'un des plus grands ports d'Algérie.

## Gare ferroviaire
La gare d'Alger est une gare ferroviaire algérienne, située dans la ville d'Alger, au niveau du port, du front de mer et de la Casbah d'Alger. Les habitants algérois du centre-ville et de la casbah et ses portes prennent le train à partir de cette gare pour aller vers les autres points d'Alger et de l'Algérie.
La gare d'Alger est considérée par les Algérois comme la gare centrale de la ville d'Alger.

## Gare routière d'Alger
La gare routière d'Alger, dénommée officiellement « gare des grands mutilés de la guerre d'indépendance », se situe au Caroubier, dans la commune de Hussein Dey. Elle est gérée par la SOGRAL (Société de gestion des gares routières d'Algérie, filiale du groupe TRANSTEV).
- Elle est desservie par la rocade nord d'Alger.

- Elle compte un trafic annuel de 6 millions de voyageurs.
- La gare routière est équipée d'un commissariat et de restaurant et tabac.

## Autoroutes
Rocades d'Alger

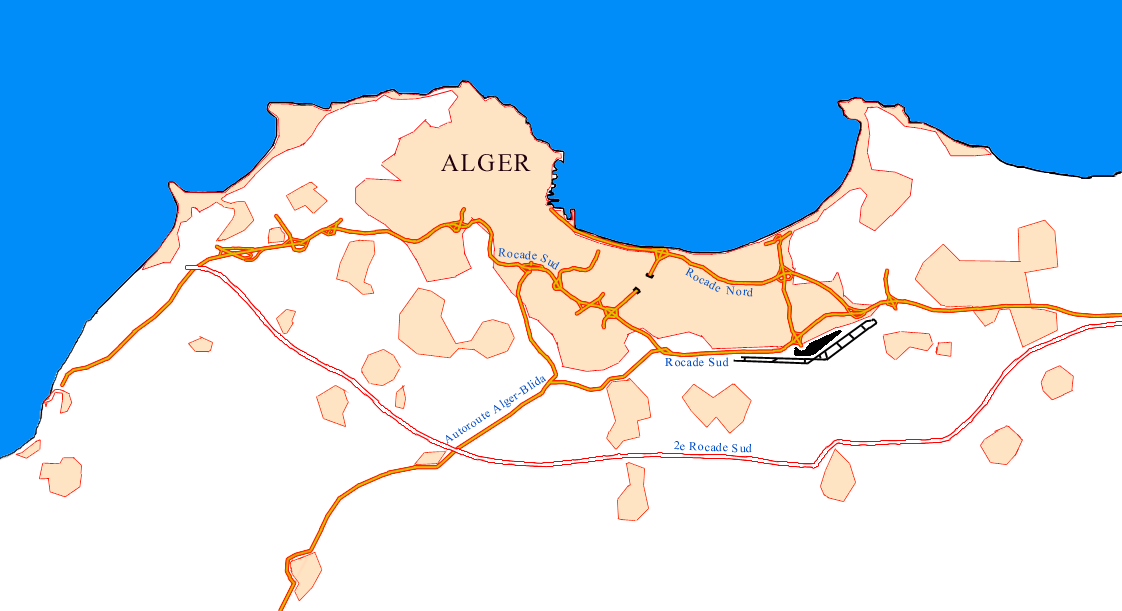
Réseau autoroutier d'Alger

Deux routes transafricaines se croisent en Alger:
1. Transafricaine 1, Le Caire - Dakar
2. Route transsaharienne, Alger - Lagos

Le réseau autoroutier d'Alger est composé de:
- Rocade Nord d'Alger (Alger-Centre - Dar El Beïda) de 16 km à 2x3 voies.
- Liaison rocade Nord - rocade Sud (Mohammadia - Oued Ouchaïah) de 4 km.
- Rocade Est (Bordj El Kiffan - Aéroport international d'Alger) de 4,5 km.
- Rocade Sud d'Alger (Douaouda - Dar El Beïda) de 45,5 km.
- 2e rocade Sud d'Alger (Zéralda - Boudouaou) de 68 km à 2x3 voies.
- Rocade Ouest d'Alger (Chéraga - Tessala El Merja) de 16 km à 2x3 voies.